# Finale della Coppa delle nazioni oceaniane 2016
La finale della Coppa delle nazioni oceaniane 2016 si disputò l'11 giugno 2016 allo Stadio Sir John Guise di Port Moresby tra la nazionale della Nuova Zelanda e la padrona di casa Papua Nuova Guinea. I neozelandesi vinsero alla lotteria dei rigori per 4-2, dopo uno 0-0 ai supplementari, e si portarono a casa il loro quinto trofeo nella massima competizione tra nazionali maschili oceaniane.

## Le squadre
| Squadra            | Finali (o spareggi) disputate in precedenza (il grassetto indica la vittoria) |
| ------------------ | ----------------------------------------------------------------------------- |
| Nuova Zelanda      | 4 (1973, 1998, 2000, 2002)                                                    |
| Papua Nuova Guinea | Nessuna partecipazione                                                        |

## Cammino verso la finale
La competizione si tenne unicamente a Port Moresby in Papua Nuova Guinea, e fu divisa in due gruppi di quattro squadre ciascuno: nel primo, i padroni di casa furono affiancati da Nuova Caledonia e Samoa e Tahiti, mentre nel secondo la Nuova Zelanda fu assegnata in compagnia di Figi, Isole Salomone e Vanuatu. La partita inaugurale del 28 maggio fu tra neozelandesi e figiani, e finì 3-1 per i primi grazie ai gol del naturalizzato greco Themistoklīs Tzīmopoulos, di Rory Fallon e di Chris Wood su rigore, contro il rigore di Roy Krishna. Il giorno dopo si disputò la partita Papua Nuova Guinea-Nuova Caledonia, che finì 1-1: al gol del papuano Tommy Semmy al 41° rispose quello del neocaledoniano Jean-Philippe Saïko all'84°. Il 31 maggio, il Vanuatu, prossimo avversario della Nuova Zelanda, subì poi un rocambolesco 5-0 con doppietta di Wood e reti di Michael McGlinchey, Fallon e Kosta Barbarouses; il giorno successivo la Papua Nuova Guinea conclusero la giornata con un altro pareggio, 2-2 contro il Tahiti: Raymond Gunemba portò in alto le speranze papuane con una doppietta, ma i Toa Aito pareggiarono con i cugini Alvin e Teaonui Tehau.
Ormai già aritmeticamente qualificata, la Nuova Zelanda si accontentò di un modesto 1-0 contro le Isole Salomone, e concluse il girone a punteggio pieno; le altre tre squadre, ossia Isole Salomone, Vanuatu e Fiji, avevano però vinto una partita a testa, concludendo così la classifica con tre punti ciascuna, e le Isole Salomone si qualificarono alle semifinali per via della differenza reti superiore alle altre due. Quanto ai papuani, consapevoli invece che per passare il turni serviva per forza una vittoria, essi sfidarono la Samoa, che era già eliminata con le disfatte nelle due partite precedenti: ci riuscì con un clamoroso 7-0, grazie alle doppiette di Michael Foster e Nigel Dabinyaba, alla tripletta di Gunemba e alla rete di Koriak Upaiga. Il girone terminò con la Samoa a zero punti, ma Papua Nuova Guinea, Nuova Caledonia e Tahiti finirono a pari merito con cinque punti: si usò quindi il criterio della differenza reti, che favorì papuani e neocaledoniani. Le terze classificate Tahiti e Fiji si consolarono invece con la partecipazione alla terza fase OFC delle qualificazioni per la Coppa del Mondo 2018.
A questo punto le quattro squadre rimaste si affrontarono per il pass per la finale: le semifinali disputatesi l'8 giugno furono Nuova Zelanda-Nuova Caledonia e Papua Nuova Guinea-Isole Salomone. Nella prima, dopo un primo tempo a reti vuote, i neozelandesi passarono in vantaggio con Wood al 49°, e riuscirono a mantenere il loro vantaggio fino alla fine. La seconda vide invece un primo tempo finito sull'1-1: al gol di Foster al 38° rispose il salomonese Judd Molea dopo neanche tre minuti; fu solo tramite Dabinyaba che i padroni di casa riuscirono a prevalere per 2-1 e in questo modo essi arrivarono alla loro prima finale nella competizione, quando nelle tre edizioni precedenti da loro disputate (1980, 2002 e 2012) non avevano superato nemmeno i gironi.

### Tabella riassuntiva del percorso
| Squadra        | Pt | G | DR |
| -------------- | -- | - | -- |
| Nuova Zelanda  | 9  | 3 |    |
| Isole Salomone | 3  | 3 | -1 |
| Figi           | 3  | 3 | -2 |
| Vanuatu        | 3  | 3 | -5 |

| Squadra            | Pt | G | DR |
| ------------------ | -- | - | -- |
| Papua Nuova Guinea | 5  | 3 | +8 |
| Nuova Caledonia    | 5  | 3 | +7 |
| Tahiti             | 5  | 3 | +4 |
| Samoa              | 0  | 3 |    |

## Tabellino
| Arbitro: | Norbert Hauata |

|                                      |                      |                             |
| Fallon McGlinchey Dyer Brockie Rojas | Tiri di rigore 4 – 2 | Upaiga Semmy Foster Gunemba |

| Nuova Zelanda | Papua Nuova Guinea |

|                 |    |                           |       |     |
|                 |    |                           |       |     |
| GK              | 1  | Stefan Marinovic          |       |     |
| RWB             | 16 | Louis Fenton              | 27’   |     |
| CB              | 5  | Michael Boxall            | 48’   |     |
| CB              | 17 | Luke Adams                |       |     |
| CB              | 18 | Sam Brotherton            |       |     |
| LWB             | 2  | Kip Colvey                | 61’   |     |
| CM              | 13 | Monty Patterson           |       | 53’ |
| CM              | 8  | Michael McGlinchey        | 90+2’ |     |
| AM              | 6  | Bill Tuiloma              |       | 71’ |
| ST              | 7  | Kosta Barbarouses         |       | 55’ |
| ST              | 14 | Rory Fallon               |       |     |
| A disposizione: |    |                           |       |     |
| GK              | 12 | Max Crocombe              |       |     |
| GK              | 23 | Tamati Williams           |       |     |
| MF              | 3  | Matthew Ridenton          |       |     |
| MF              | 11 | Marco Rojas               |       | 53’ |
| ST              | 15 | Jeremy Brockie            |       | 55’ |
| MF              | 20 | Te Atawhai Hudson-Wihongi |       |     |
| MF              | 21 | Logan Rogerson            |       |     |
| MF              | 22 | Moses Dyer                |       | 71’ |
| Allenatore:     |    |                           |       |     |
| Anthony Hudson  |    |                           |       |     |

| GK                  | 20 | Ronald Warisan   |      |      |
| RB                  | 2  | Daniel Joe       |      |      |
| CB                  | 5  | Felix Komolong   |      |      |
| CB                  | 4  | Alwin Komolong   |      |      |
| LB                  | 19 | Koriak Upaiga    |      |      |
| CM                  | 14 | Emmanuel Simon   |      | 115’ |
| CM                  | 12 | David Muta       |      |      |
| RW                  | 9  | Nigel Dabinyaba  |      |      |
| AM                  | 8  | Michael Foster   | 35’  |      |
| LW                  | 18 | Tommy Semmy      | 20’  |      |
| ST                  | 7  | Raymond Gunemba  | 117’ |      |
| A disposizione:     |    |                  |      |      |
| GK                  | 1  | Ishmael Pole     |      |      |
| DF                  | 3  | Valentine Nelson |      |      |
| ST                  | 6  | Patrick Aisa     |      |      |
| MF                  | 10 | Obert Bika       |      |      |
| MF                  | 11 | Wira Wama        |      |      |
| DF                  | 13 | Roland Bala      |      |      |
| DF                  | 15 | Philip Steven    |      |      |
| DF                  | 16 | Jeremy Yasasa    |      |      |
| MF                  | 17 | Jacob Sabua      |      | 115’ |
| DF                  | 21 | Sammie Campbell  |      |      |
| DF                  | 22 | Otto Kusunan     |      |      |
| MF                  | 23 | Leslie Kalai     |      |      |
| Allenatore:         |    |                  |      |      |
| Flemming Serritslev |    |                  |      |      |

| Assistenti arbitrali: - Tevita Makasini - Jakhongir Saidov Quarto uomo: - Abdelkader Zitouni |

## Conseguenze
La partita fu la prima finale della Coppa delle nazioni oceaniane a essere decisa ai calci di rigore, e la vittoria della Nuova Zelanda le consentì di partecipare alla FIFA Confederations Cup 2017 come rappresentante dell'Oceania.